# ストラッサー起一
ストラッサー起一（ストラッサーきいち、1981年5月1日 - ）は、日本の総合格闘家。大阪府大阪市西成区出身。総合格闘技道場コブラ会所属。第5代HEAT総合ルール ウェルター級王者。これまでにパンクラス、HEAT、UFC、Bellator、RIZINなどに出場。

## 来歴
プロスケーターとして活動後、24歳の時に格闘技を始める。ブラジリアン柔術やレスリング、キックボクシングを習得し、総合格闘技道場コブラ会で総合格闘技を始める。
2007年、アメリカ合衆国ウィスコンシン州のフリースタイルアカデミーでトレーニングを行い、9月に帰国。9月30日の試合より同アカデミー代表であるデイブ・ストラッサーにちなみ、リングネームを本名からストラッサー起一と改め、所属も「総合格闘技道場コブラ会＆フリースタイルアカデミー」とした。
2008年10月26日、PANCRASE 2008 SHINING TOURで行われたウェルター級王座次期挑戦者決定トーナメントの1回戦で岩見谷智義と対戦し、判定ドローとなるもマスト判定で敗れた。
2010年6月、拠点を大阪から東京に変更し、所属もフリーランスとなった。8月8日、フリー転向後の初戦となったパンクラスで梁正基と対戦し、0-0の判定ドローとなった。
2012年3月11日、PANCRASE 2012 PROGRESS TOURで行われたウェルター級キング・オブ・パンクラス タイトルマッチで王者の佐藤豪則に挑戦し、判定負け。
2012年11月18日、HEAT 25のHEATウェルター級王座決定戦でイ・ギュミョンに肩固めで一本勝利し、同級王座を獲得。
2012年3月11日、HEAT 26のHEATウェルター級タイトルマッチで挑戦者の石川史俊と対戦し、肩固めで一本勝利し、王座初防衛。

### UFC
2014年1月4日、UFC初出場となったUFC Fight Night: Saffiedine vs. Limでルイス・ドゥトラと対戦し、後頭部への肘打ちを受け、失格勝ちとなった。
2014年6月14日、カナダで開催されたUFC 174でダニエル・サラフィアンと対戦し、1R一本勝ち。パフォーマンス・オブ・ザ・ナイトを受賞した。
2015年9月に前十字靭帯と半月板を損傷する怪我を負い、膝の手術を受けた。
2017年6月11日、ニュージーランドで開催されたUFC Fight Night: Lewis vs. Huntでザック・オットーと対戦し、1-2の判定負け。

### RIZIN
2017年12月29日、RIZIN初出場となったRIZIN FIGHTING WORLD GRAND-PRIX 2017 2nd ROUNDでライト級の北岡悟と75kg契約で対戦し、3-0の判定勝ち。
2018年8月12日、RIZIN.12で住村竜市朗と対戦し、1Rに肩固めによる一本勝ち。
2019年7月12日、Bellator初出場となったBellator 224でエド・ルースと対戦し、2R TKO負け。
2022年3月20日、RIZIN.34で阿部大治と対戦し、1Rにパンチでダウンするなど劣勢となり0-3の判定負け。
2023年4月1日、RIZIN.41で中村K太郎と対戦し、2Rに左フックでダウンし、パウンドによるTKO負け。
2024年3月23日、RIZIN LANDMARK 9でイゴール・タナベと対戦予定であったが、イゴールが前日計量で規定体重を3.25kg超過したことで試合は中止となった。当日にはリング上でイゴールへの叱責と激励の言葉を述べるとともに、超RIZIN.3への参戦をアピールした。

## 戦績

### 総合格闘技
| 総合格闘技 戦績 | 総合格闘技 戦績 | 総合格闘技 戦績 | 総合格闘技 戦績 | 総合格闘技 戦績 | 総合格闘技 戦績 | 総合格闘技 戦績 |
| --------------- | --------------- | --------------- | --------------- | --------------- | --------------- | --------------- |
| 34 試合         | (T)KO           | 一本            | 判定            | その他          | 引き分け        | 無効試合        |
| 20 勝           | 2               | 10              | 7               | 1               | 2               | 1               |
| 12 敗           | 3               | 2               | 7               | 0               | 2               | 1               |

| 勝敗 | 対戦相手                   | 試合結果                               | 大会名                                                                              | 開催年月日     |
|      | 佐藤洋一郎                 | 試合前                                 | DEEP 127 IMPACT                                                                     | 2025年9月15日  |
| ×    | ディエゴ・ヌネス           | 1R 1:18 KO（右フック）                 | FireCage FC 【FireCage FCウェルター級王座決定戦】                                   | 2025年2月22日  |
| ×    | 中村K太郎                  | 2R 0:49 TKO（左フック→パウンド）       | RIZIN.41                                                                            | 2023年4月1日   |
| ×    | 阿部大治                   | 5分3R終了 判定0-3                      | RIZIN.34                                                                            | 2022年3月20日  |
| ○    | 川中孝浩                   | 1R 4:10 肩固め                         | RIZIN TRIGGER 1st                                                                   | 2021年11月28日 |
| ×    | ジェイソン・ジャクソン     | 5分3R終了 判定0-3                      | Bellator 236: Macfarlane vs. Jackson                                                | 2019年12月21日 |
| ×    | エド・ルース               | 2R 3:49 TKO（膝蹴り→パウンド）         | Bellator 224: Budd vs. Rubin                                                        | 2019年7月12日  |
| ○    | 住村竜市朗                 | 1R 4:59 肩固め                         | RIZIN.12                                                                            | 2018年8月12日  |
| ○    | 北岡悟                     | 2R（10分/5分）終了 判定3-0             | RIZIN FIGHTING WORLD GRAND-PRIX 2017 2nd ROUND                                      | 2017年12月29日 |
| ×    | ザック・オットー           | 5分3R終了 判定1-2                      | UFC Fight Night: Lewis vs. Hunt                                                     | 2017年6月11日  |
| ×    | ニール・マグニー           | 3R 1:22 リアネイキドチョーク           | UFC Fight Night: Henderson vs. Thatch                                               | 2015年2月14日  |
| ○    | リチャード・ウォルシュ     | 5分3R終了 判定2-1                      | UFC Fight Night: Hunt vs. Nelson                                                    | 2014年9月20日  |
| ○    | ダニエル・サラフィアン     | 1R 2:52 リアネイキドチョーク           | UFC 174: Johnson vs. Bagautinov                                                     | 2014年6月14日  |
| ○    | ルイス・ドゥトラ           | 1R 2:57 失格（後頭部への肘打ち）       | UFC Fight Night: Saffiedine vs. Lim                                                 | 2014年1月4日   |
| ○    | エドワード・ファーロロット | 1R 1:55 腕ひしぎ十字固め               | HEAT27                                                                              | 2013年7月28日  |
| ○    | 石川史俊                   | 5R 1:59 肩固め                         | HEAT 26 【HEAT総合ルールウェルター級タイトルマッチ】                                | 2013年3月31日  |
| ○    | イ・ギュミョン             | 2R 4:40 肩固め                         | HEAT 25 【HEAT総合ルールウェルター級王座決定戦】                                    | 2012年6月23日  |
| ○    | ソン・ソンウォン           | 5分3R終了 判定0-3                      | HEAT 23                                                                             | 2012年6月23日  |
| ×    | 佐藤豪則                   | 5分3R終了 判定0-3                      | PANCRASE 2012 PROGRESS TOUR 【ウェルター級キング・オブ・パンクラス タイトルマッチ】 | 2012年3月11日  |
| ○    | 枝折優士                   | 2R 0:40 フロントチョーク               | PANCRASE 2011 IMPRESSIVE TOUR                                                       | 2011年11月27日 |
| ○    | URAKEN                     | 5分3R終了 判定3-0                      | PANCRASE 2011 IMPRESSIVE TOUR                                                       | 2011年5月3日   |
| △    | 梁正基                     | 5分2R終了 判定0-0                      | PANCRASE 2010 PASSION TOUR                                                          | 2010年8月8日   |
| △    | 岩見谷智義                 | 5分3R終了 判定0-0                      | PANCRASE 2010 PASSION TOUR                                                          | 2010年3月22日  |
| ○    | 堂垣善史                   | 2R 0:39 TKO（スタンドパンチ）          | PANCRASE 2009 CHANGING TOUR                                                         | 2009年11月8日  |
| ○    | グッドマン田中             | 5分2R終了 判定3-0                      | Powergate OCTAVE                                                                    | 2009年4月19日  |
| ○    | 鈴木槙吾                   | 1R 3:00 肩固め                         | PANCRASE 2009 CHANGING TOUR                                                         | 2009年2月1日   |
| ×    | 岩見谷智義                 | 5分2R終了 判定0-0（マスト判定）        | PANCRASE 2008 SHINING TOUR 【ウェルター級王座次期挑戦者決定トーナメント 1回戦】     | 2008年10月26日 |
| －   | 吉岡宏高                   | 1R 2:10 ノーコンテスト（バッティング） | PANCRASE 2008 SHINING TOUR                                                          | 2008年9月7日   |
| ○    | 枝折優士                   | 5分2R終了 判定3-0                      | PANCRASE 2008 SHINING TOUR                                                          | 2008年5月25日  |
| ×    | 山田崇太郎                 | 1R 1:42 チョークスリーパー             | PANCRASE 2008 SHINING TOUR                                                          | 2008年1月30日  |
| ○    | 中村勇太                   | 1R 3:27 TKO（パウンド）                | PANCRASE 2007 RISING TOUR                                                           | 2007年9月30日  |
| ○    | マイク・オマリー           | 1R 2:33 三角絞め                       | Freestyle Combat Challenge 30                                                       | 2007年9月1日   |
| ○    | ティム・エイジャー         | 1R 4:45 腕ひしぎ十字固め               | Freestyle Combat Challenge 29                                                       | 2007年8月11日  |
| ×    | 鳥生将大                   | 5分2R終了 判定0-2                      | PANCRASE 2007 RISING TOUR                                                           | 2007年2月4日   |

### ブラジリアン柔術
| 勝敗 | 対戦相手   | 試合結果    | 大会名 | 開催年月日    |
| ○    | 河野匠太郎 | ポイント6-0 | 世界館 | 2012年9月22日 |

## 獲得タイトル
- 第5代HEAT総合ルール ウェルター級王座（2012年）

## 表彰
- UFC パフォーマンス・オブ・ザ・ナイト（1回）